# ماثيو سميث (مجدف)
ماثيو سميث (بالإنجليزية: Matthew Smith) هو مجدف أمريكي، ولد في 20 ديسمبر 1977 في ودبريدغ (فرجينيا) في الولايات المتحدة.

## وصلات خارجية
- ماثيو سميث على موقع الاتحاد الدولي للتجديف (الإنجليزية)
- ماثيو سميث على موقع اللجنة الأولمبية الدولية (الإنجليزية)
- ماثيو سميث على موقع أوليمبيديا (الإنجليزية)